# Guglielmo Libri Carucci dalla Sommaja

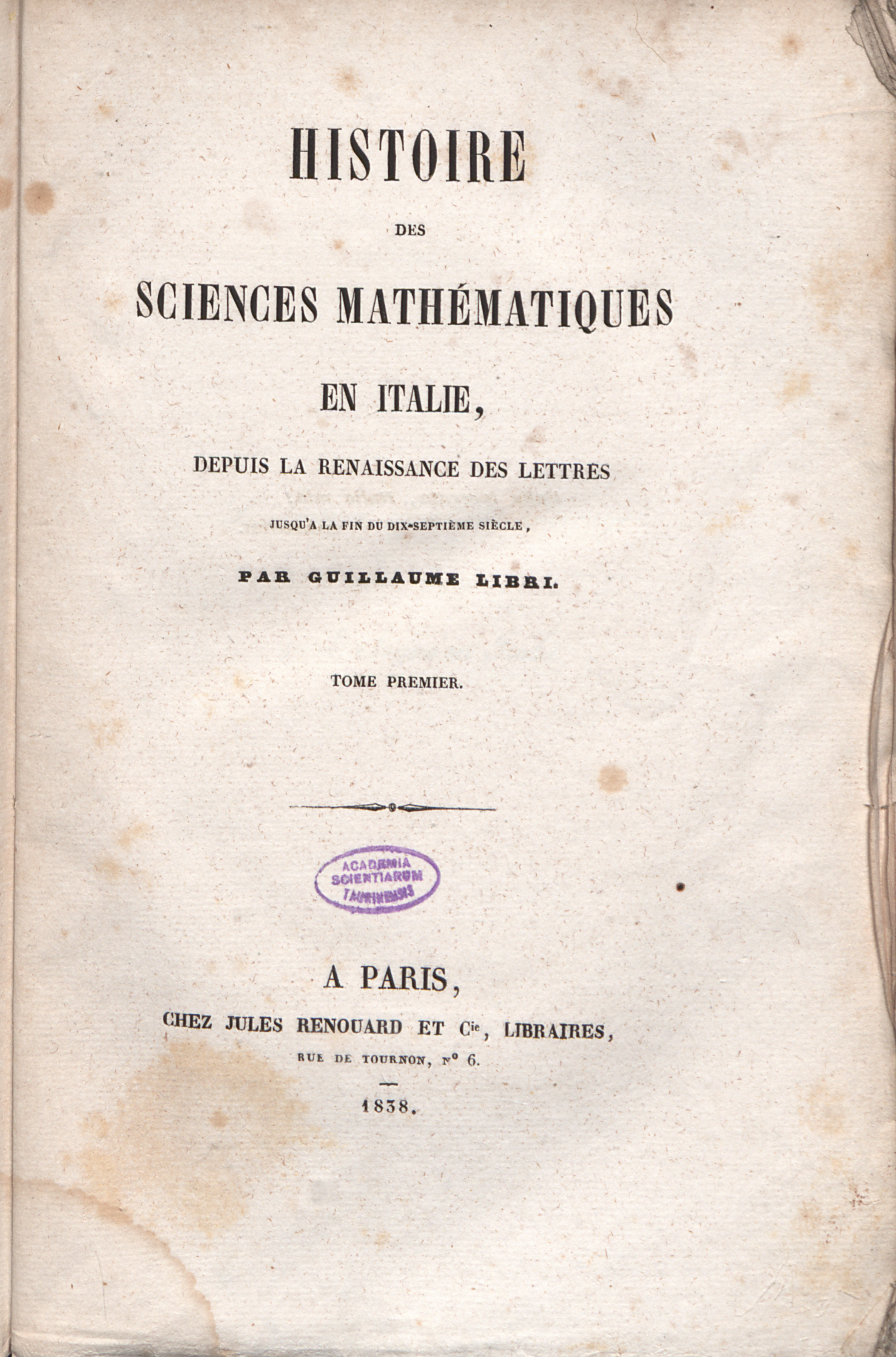
Histoire des sciences mathématiques en Italie, 1838

Guglielmo Brutus Icilius Timeleone Libri Carucci dalla Sommaja, född 1 januari 1803 i Florens, död 28 september 1869 i Fiesole, var en italiensk matematiker och bibliofil. 
Libri erhöll redan vid 17 års ålder den filosofiska graden samt utnämndes 1823 till professor i matematik och fysik vid universitetet i Pisa. Invecklad i en politisk sammansvärjning, tvingades han 1830 fly från Italien. Han bosatte sig då i Paris, där han 1832 blev biträdande lärare vid Collège de France och 1833 ledamot av franska vetenskapsakademien. Han blev sedermera ordinarie professor både vid Faculté des sciences och Collège de France, men lämnade dessa befattningar 1848 och flydde till England, emedan han anklagades för bokstöld i kolossal skala. År 1850 dömdes han in contumaciam till 10 års straffarbete. 
Libri var en man mod mångsidig, både litterär och vetenskaplig, bildning och har i detta avseende blivit jämförd med Gottfried Wilhelm von Leibniz. Hans oroliga liv och växlande levnadsförhållanden lade dock hinder i vägen för tillgodogörandet av hans rika anlag och stora kunskaper, över de omständigheter, som tvingade honom att lämna Frankrike, vilar ett dunkel. Frågan om hans brottslighet eller oskuld har framkallat en hel liten litteratur. 
Bland Libris matematiska arbeten bör i första rummet nämnas Histoire des sciences mathématiques en Italie, depuis la renaissance des lettres jusqu'à la fin du dix-septiéme siècle (I–IV, 1838–41; andra upplagan 1865), ett verk, som är byggt på grundliga studier av till stor del svåråtkomliga eller otillgängliga källskrifter och därför för den matematiskhistoriska forskningen varit till stort gagn. 
Även utom det historiska området uppträdde Libri som ganska produktiv författare, bland annat i talteori, ekvationsteori och teorin för differentialekvationers integration. Samlingar av hans avhandlingar i matematik och fysik har utgivits under titeln Mémoires de mathématiques et de physique (1827, 1829) samt Mémoires de mathématiques (1835). 
Bland hans bibliografiska arbeten kan anföras Catalogue of the Extraordinary Collections of Splendid Manuscripts Formed by M:r G. Libri (1859), vilket han försett med en utförlig inledning och en mängd bibliografiska noter samt faksimil av de där beskrivna manuskripten.